# Euphorbia salicifolia
Euphorbia salicifolia là một loài thực vật có hoa trong họ Đại kích. Loài này được Host mô tả khoa học đầu tiên năm 1797.

## Hình ảnh

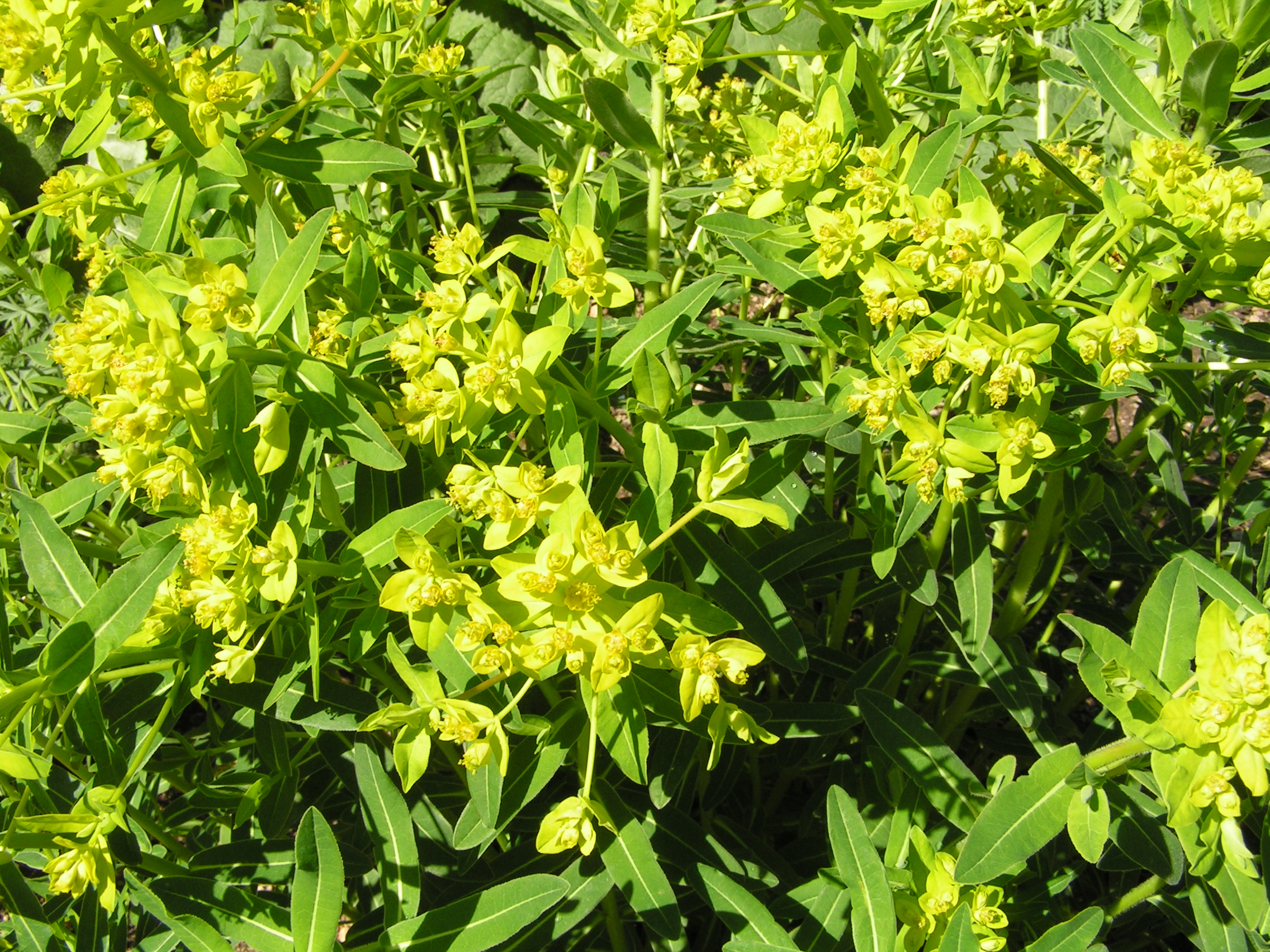
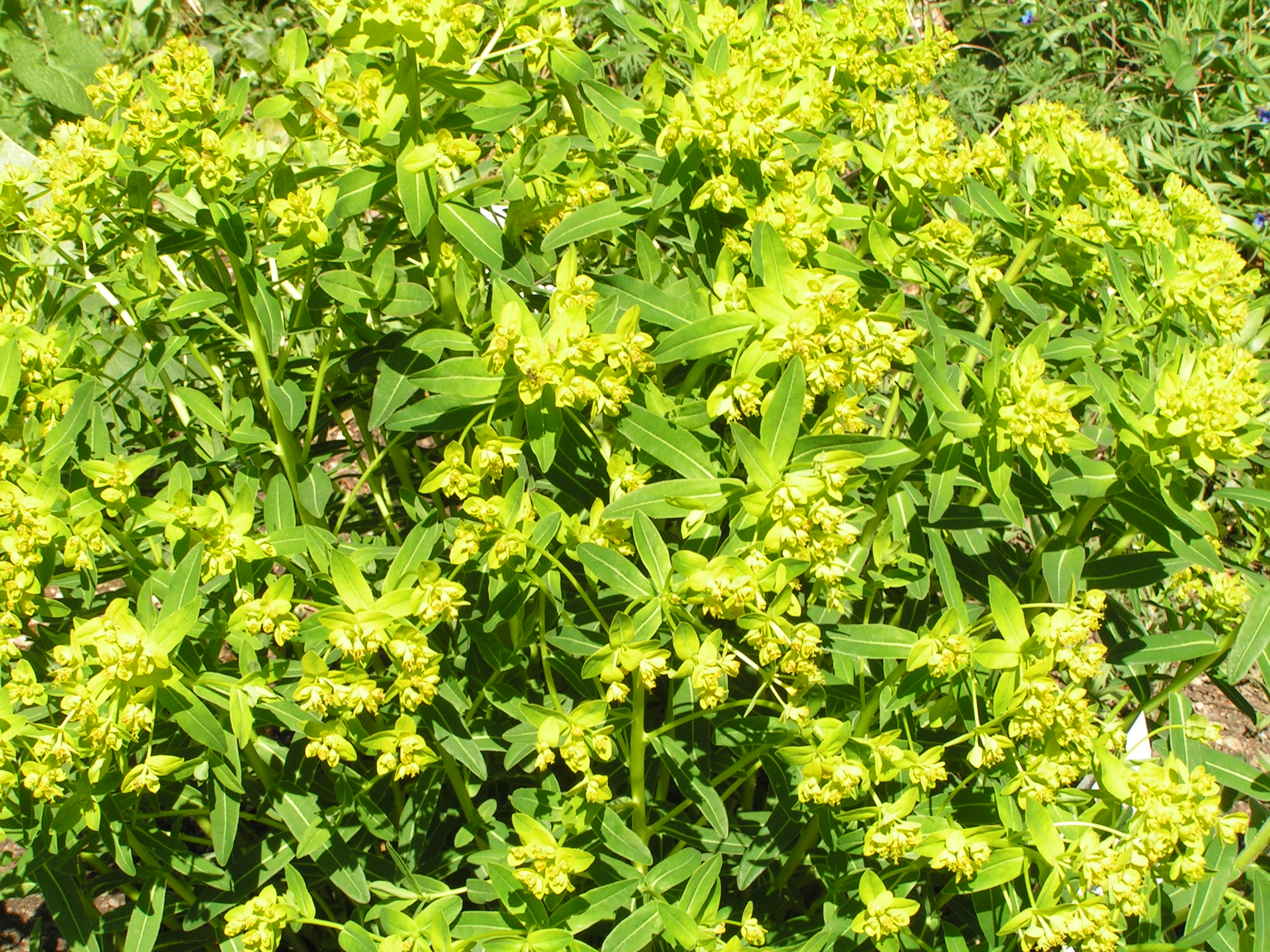